# Alizée Baron
Alizée Baron (Montpellier, 6 de agosto de 1992) es una deportista francesa que compite en esquí acrobático, especialista en la prueba de campo a través.
Ganó dos medalla de bronce en el Campeonato Mundial de Esquí Acrobático, en los años 2019 y 2021. Adicionalmente, consiguió una medalla de bronce en los X Games de Invierno.
Participó en tres Juegos Olímpicos de Invierno, entre los años 2014 y 2022, ocupando el quinto lugar en Pyeongchang 2018.

## Medallero internacional
| Campeonato Mundial | Campeonato Mundial         | Campeonato Mundial | Campeonato Mundial |
| Año                | Lugar                      | Medalla            | Prueba             |
| ------------------ | -------------------------- | ------------------ | ------------------ |
| 2019               | Park City (Estados Unidos) | Medalla de bronce  | Campo a través     |
| 2021               | Idre Fjäll (Suecia)        | Medalla de bronce  | Campo a través     |

| X Games de Invierno | X Games de Invierno    | X Games de Invierno | X Games de Invierno |
| Año                 | Lugar                  | Medalla             | Prueba              |
| ------------------- | ---------------------- | ------------------- | ------------------- |
| 2016                | Aspen (Estados Unidos) | Medalla de bronce   | Campo a través      |